# Casa de Diadúmeno
La Casa de Diadúmeno es el nombre dado a una antigua casa privada en la isla de Delos, en Grecia. Sus ruinas forman parte del yacimiento arqueológico de Delos, declarado Patrimonio de la Humanidad por la Unesco. Más concretamente, el yacimiento forma parte de la zona del Lago Sagrado de Delos.

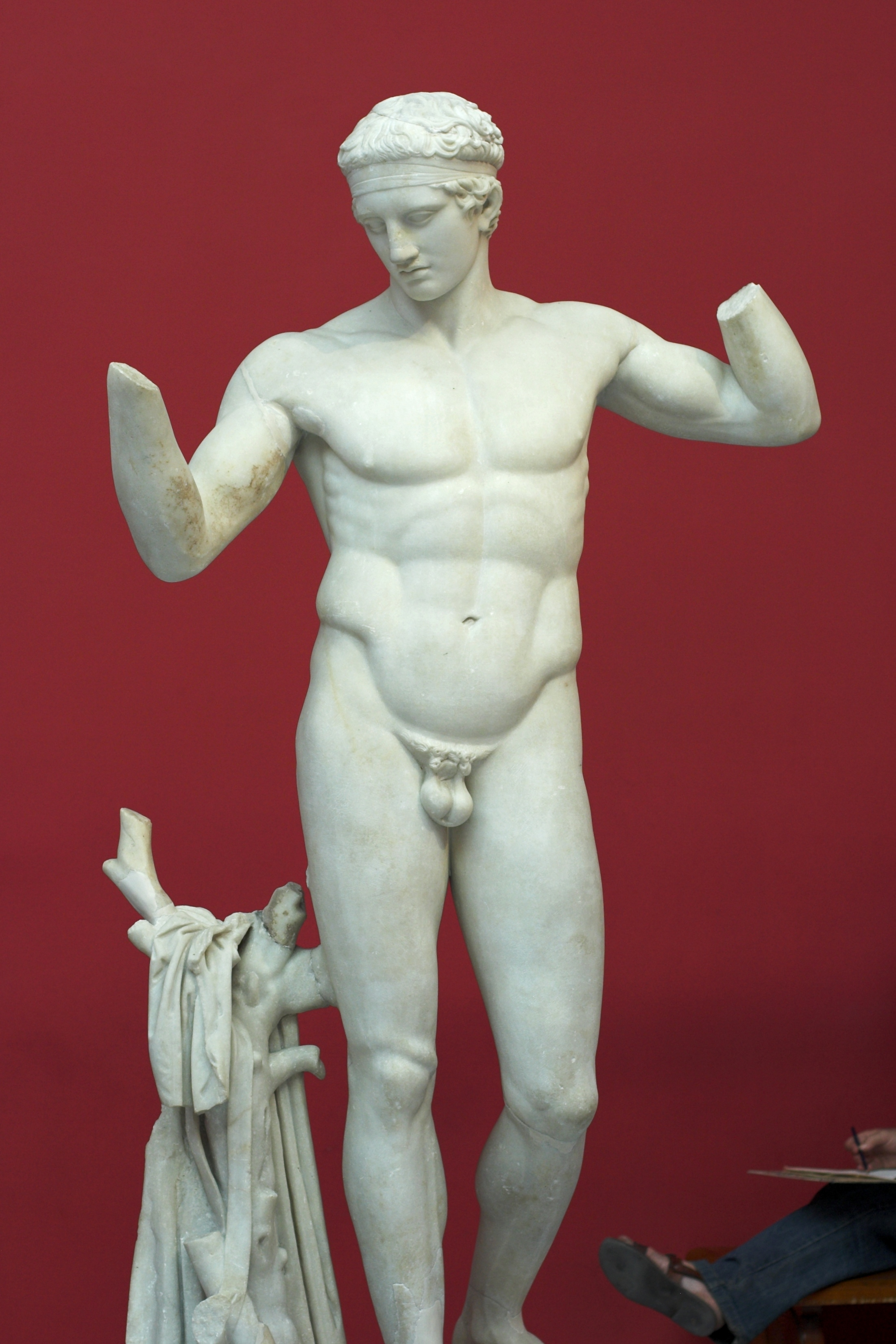
Escultura de Diadúmeno encontrada en la casa. Museo Arqueológico Nacional de Atenas.

Fue construida en el período helenístico alrededor del 200-150 a. C.. Está situada en el lado noroeste del Lago Sagrado, junto con otras muchas casas privadas similares. El edificio es de planta irregular y consta de varias habitaciones agrupadas en torno a un patio con columnata.
En la casa o cerca de ella se han encontrado tres esculturas bien conservadas conocidas como el Diadúmeno, una copia de la escultura de Policleto de la que la casa toma su nombre; Artemisa Diadúmena; y el pseudoatleta de Delos. Las esculturas se encuentran actualmente en el Museo Arqueológico Nacional de Atenas.